# Hessel Gerritsz

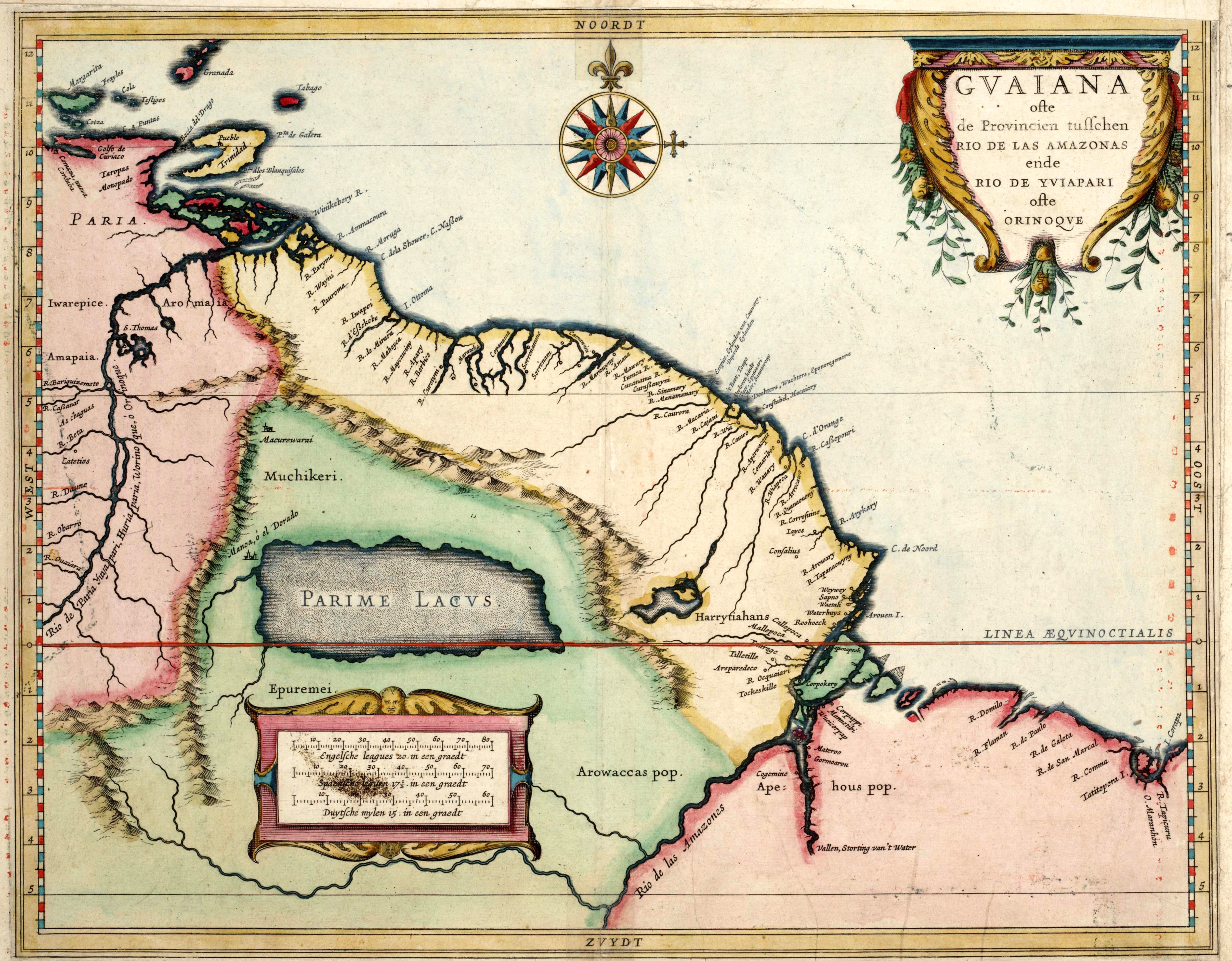
Guyanas-Karte (1625)

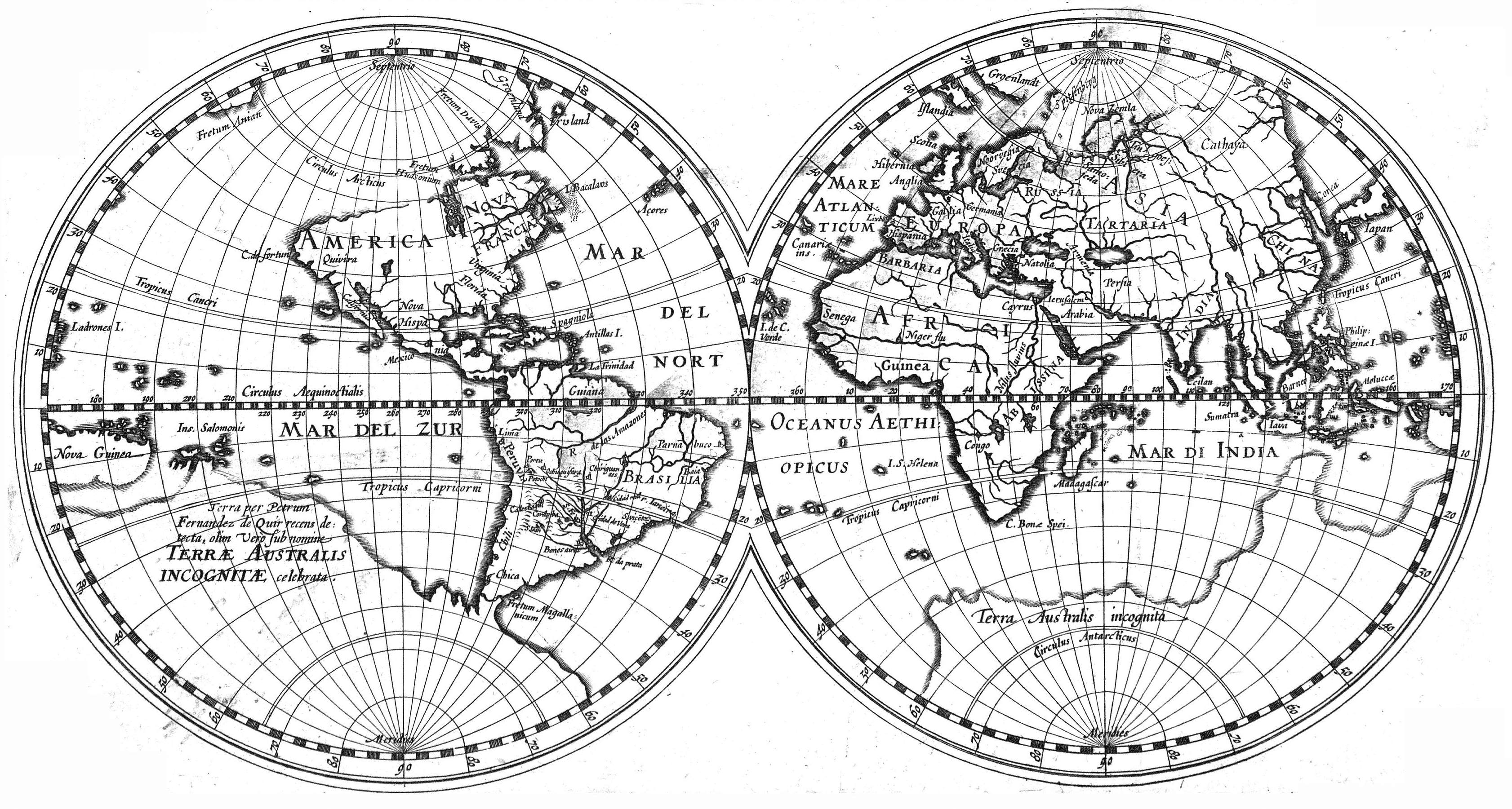
Weltkarte (1612)

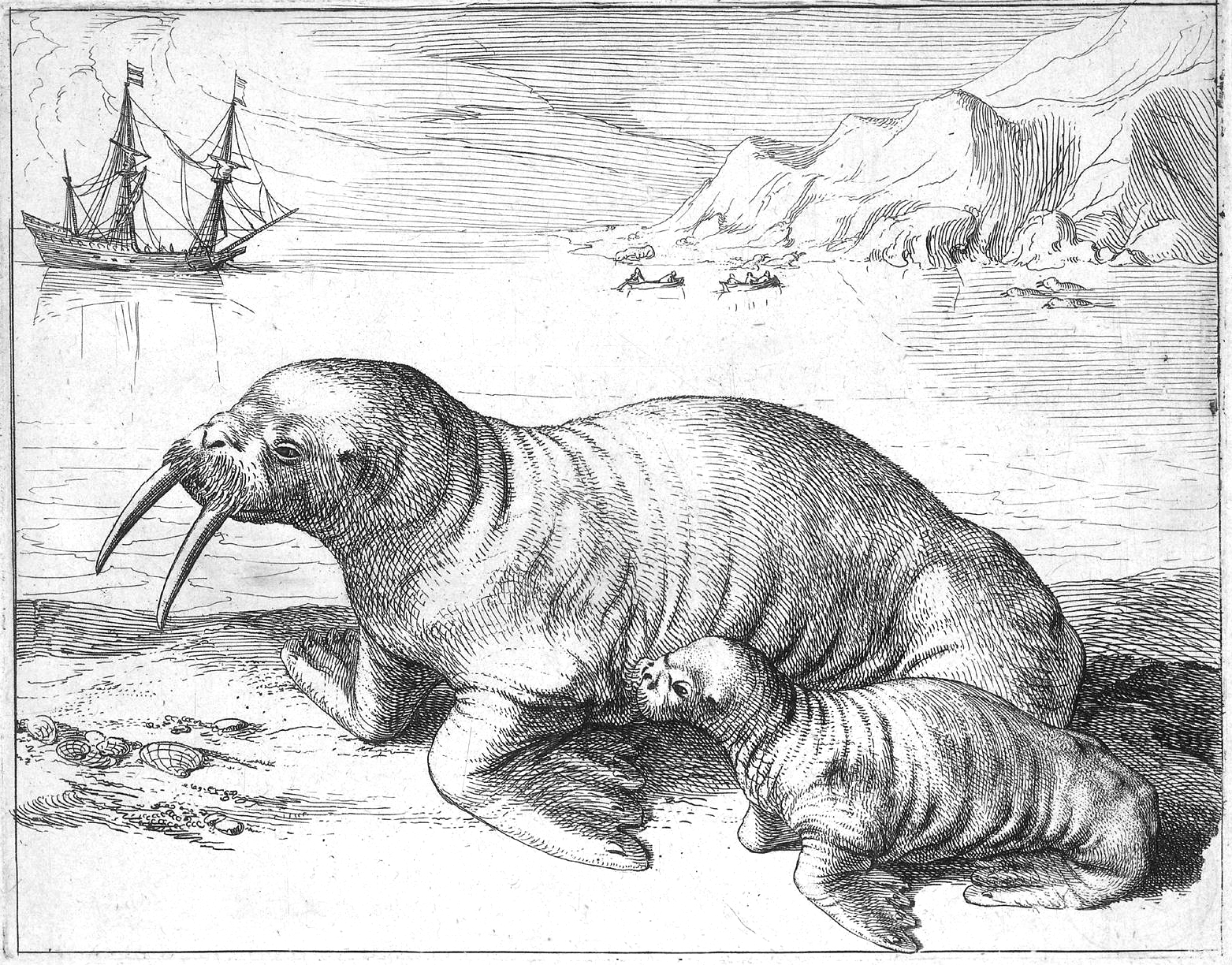
Walross und Kalb (aus Histoire du pays nommé Spitsberghe)

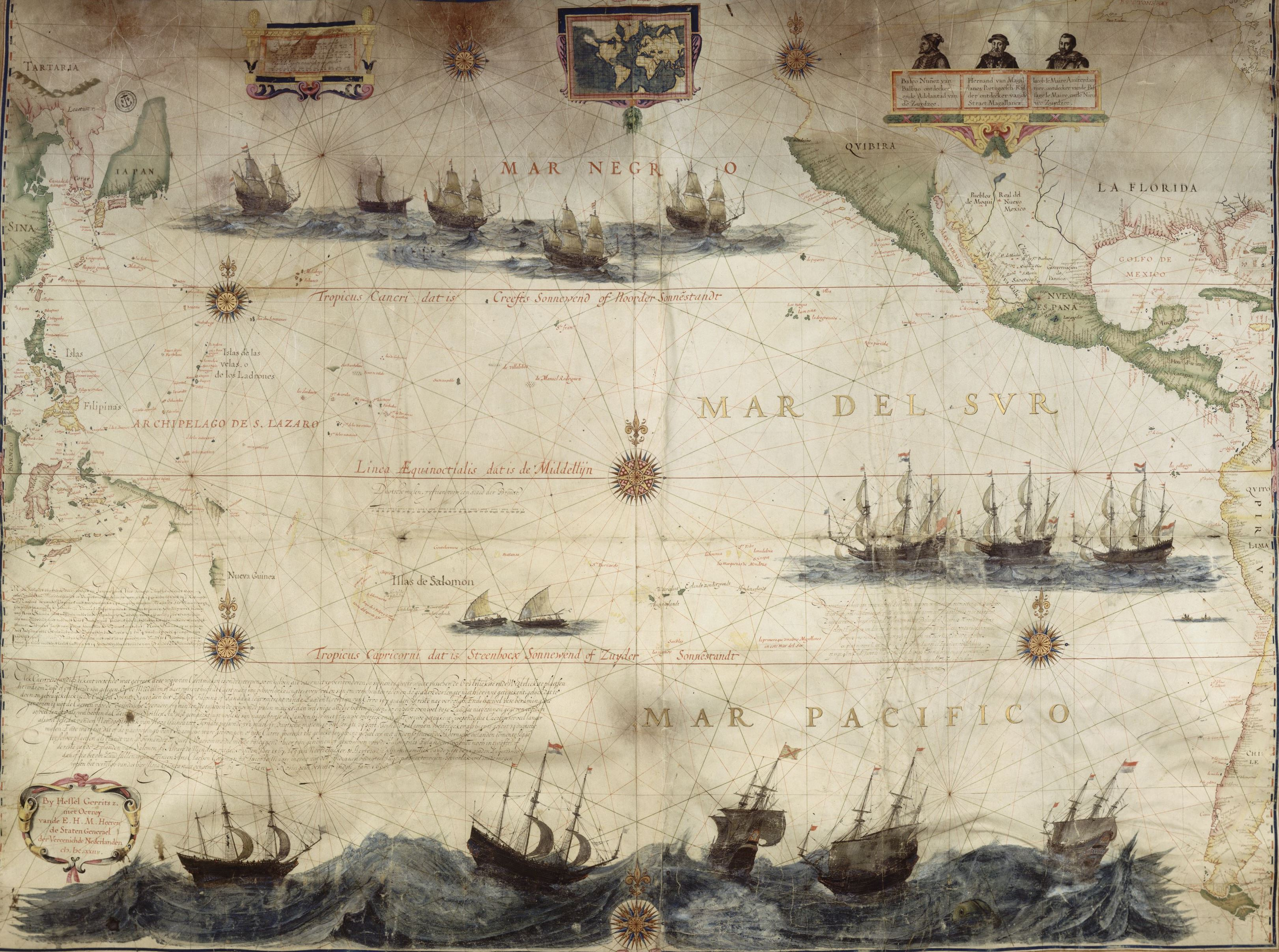
Pazifik-Karte (1622)

Hessel Gerritsz (* um 1581; † 1632) war ein niederländischer Kartograf, Kupferstecher und Verleger im Goldenen Zeitalter der niederländischen Kartographie. Er zählt zu den wichtigsten und einflussreichsten Kartographen im Amsterdam des 17. Jahrhunderts.

## Leben
Er begann seine Karriere in der Werkstatt  Willem Blaeus. Um 1608 etablierte er sich als unabhängiger Kupferstecher, Kartenmacher und Drucker und hatte die Position des Kartenmachers für die Niederländische Ost- und die Westindien-Kompanie.
Im Jahr 1613 schrieb und veröffentlichte Gerritsz eine Geschichte des Landes namens Spitzbergen, in der er die Entdeckung, die frühen Reisen und die Walfangaktivitäten auf diesen Inseln beschrieb. Dieser Band zeigt auch die beachtlichen Talente von Gerritsz als Kupferstecher. Diese Histoire du pays nommé Spitsberghe fand Aufnahme in den Works issued by the Hakluyt Society.
Die Beschrijvinghe van West-Indien, ein wichtiger Bericht über Amerika von Johannes de Laet (1581–1649), einem Direktor der Niederländischen Westindischen Kompanie,  beispielsweise enthält Karten von Hessel Gerritsz.

## Werke (Auswahl)
- Conway, Sir W. Martin, editor: Early Dutch and English voyages to Spitsbergen in the seventeenth century, including Hessel Gerritsz. Histoire du pays nomme Spitsberghe, 1613, translated into English, for the first time, by Basil H. Soulsby, and Jacob Segersz, van der Brugge Journael of dagh register, Amsterdam, 1634, translated into English, for the first time by J. A. J. de Villiers. Hakluyt Society, London, 1902
- Gerrietsz, Hessel: Beschryvinghe van der Samoyeden Landt en Histoire du pays nommé Spitsberghe. Uitgegeven door S.P. l'Honoré Naber. 's Gravenhage, Martinus Nijhoff, 1924 (Werken van de Linschoten-Vereeniging 23)
- Gerrietz, Hessel: The Arctic North-East and West passage. Detectio freti Hudsoni or Hessel Gerritsz's collection of tracts by himself, Massa and De Quir on the N.E. and W. passage, Siberia and Australia.  Reproduced, with the maps, in photolithography in Dutch and Latin after the editions of 1612 and 1613. Augmented with a new English translation by Fred. John Millard and an essay on the origin and design of this collection by S. Muller. Amsterdam, Frederik Muller & Co., 1878